# Daniel Toft Jakobsen
Daniel Toft Jakobsen (født 12. maj 1978) er en dansk politiker der er medlem af Folketinget for Socialdemokraterne efter valg ved Folketingsvalget 2015, hvor 4.344 personlige stemmer gav ham et tillægsmandat i Østjyllands Storkreds.
|  | Artiklen om politikeren Daniel Toft Jakobsen kan blive bedre, hvis der indsættes et (bedre) billede. Du kan hjælpe ved at afsøge Wikimedia Commons for et passende billede eller uploade et godt billede til Wikimedia Commons iht. de tilladte licenser og indsætte det i artiklen. |